# Quingey
Quingey è un comune francese di 1 318 abitanti situato nel dipartimento del Doubs, nella regione della Borgogna-Franca Contea.

## Storia

### Simboli
Nello stemma sono rappresentate le torri dell'antico castello di Quingey.

## Monumenti e luoghi d'interesse
- Il castello di Quingey, situato al centro del paese, era in origine proprietà dei conti di Borgogna.[4] Eretto nell'VIII sec., fu ricostruito nel XIII e XV secolo. Attualmente è proprietà privata.[5] Qui molto probabilmente nacque Guido dei conti di Borgogna, che nel 1119 diverrà papa Callisto II.

## Società

### Evoluzione demografica
Abitanti censiti